# Taillebourg (Lot-et-Garonne)
Taillebourg é uma comuna francesa na região administrativa da Nova Aquitânia, no departamento Lot-et-Garonne. Estende-se por uma área de 6,93 km². Em 2010 a comuna tinha 65 habitantes (densidade: 9,4 hab./km²).